# المسرح المصري (كوس باي، أوريغن)
المسرح المصري هو مسرح سينمائي تاريخي في كوس باي، أوريغن، الولايات المتحدة

## تاريخ
تم بناء المسرح المصري من قبل تشارلز نوبل، سليل أحد المستوطنين الأوائل في المنطقة، في عام 1922. أنفق 200 ألف دولار لتحويل المرآب إلى مسرح في عام 1925. تم تصميم المبنى من قبل لي أردن توماس وألبرت ميرسييه ويتضمن أرصفة مزينة بـ أزهار ورق البردي، ومصابيح سقف من الحديد المطاوع على شكل أفعى مغطاة، وسلالم بها تماثيل ملك مصري بطول 8 أقدام (2.4 م). يتسع المسرح الرئيسي لـ 770 وهو مثال على أسلوب المسرح المصري لإحياء العمارة المصرية التي كانت شائعة في أوائل القرن العشرين في الولايات المتحدة، خاصة بعد اكتشاف قبر الملك توت عنخ آمون عام 1922. يحتوي المسرح أيضًا على جميع الخلفيات الفودفيل الأصلية. كان المسرح في الأصل يحتوي على شاشة واحدة ولكن تم تحويل الشرفة إلى شاشتين في عام 1976، مما زاد من سعة الجلوس إلى 1000.
في عام 2000، أقام المسرح المصري الأورغن المسرحي الوحيد الذي لا يزال في مسرحه الأصلي في ولاية أوريغن، وهو عضو أنبوب 4/18 مايتي ورليتسر. في عام 2010، كانت واحدة من أربعة مسارح متبقية على طراز إحياء العمارة المصرية في الولايات المتحدة وبدأت في دعوة المجتمع لاستخدام المرفق للاجتماعات والحفلات الموسيقية والمسرحيات والأحداث الأخرى. تم إدراج المبنى في السجل الوطني للأماكن التاريخية في 24 مايو 2010. مع الحاجة إلى تجديدات بقيمة 3 ملايين دولار غير ممولة، كان المسرح واحدًا من عشرة إدخالات في رابطة المحافظة التاريخية في ولاية أوريغون الأكثر تعرضًا للخطر في قائمة أوريغن في عام 2011.